# العربي بن مهيدي
محمد العربي بن مهيدي، (1341هـ - 1376هـ /1923م-1957م) الملقب بـ «الحكيم»، أو «جان مولان الجزائري» من قبل الفرنسيين. هو ثوري وشهيد و مناضل جزائري، وأحد الشخصيات البارزة في ثورة التحرير الجزائرية، وُلد عام 1923م في قرية الكواهي بضواحي عين مليلة. نشأ في عائلة بسيطة، وقد اهتم بالشؤون الوطنية منذ صغره، وانضم إلى حزب الشعب الجزائري في عام 1942. كان له دور كبير في الحركة الوطنية، إذ انخرط في المنظمة الخاصة وارتقى إلى المناصب القيادية، حتى أصبح مسؤولًا عن الجناح العسكري في سطيف. في عام 1954م، انضم إلى اللجنة الثورية للوحدة والعمل وكان من أبرز مفجري الثورة الجزائرية.
خلال الثورة، تولى العربي بن مهيدي القيادة العسكرية للمنطقة الخامسة في وهران. كان من المنظمين الرئيسيين لمؤتمر الصومام في 1956م، الذي كان نقطة تحول هامة في استراتيجية الثورة. اشتهر بن مهيدي بتصريحاته مثل «ألقوا بالثورة إلى الشارع، سيحتضنها الشعب» و كذلك بابتسامته لحظة القبض عليه، كما عُرف بدوره الفاعل في معركة الجزائر عام 1956.
قُبض عليه في 23 فبراير 1957م بعد عملية مداهمة من قبل الجيش الفرنسي. تعرض للتعذيب على يد الجنرال بول أوساريس، ولكن رغم ذلك رفض الكشف عن أي معلومات تتعلق بالثوار الآخرين. تعرض لأساليب تعذيب قاسية، قبل أن يُقتل في 4 مارس 1957م.
بعد المحاولات الفرنسية السابقة لتشويه الحقيقة، اعترف الرئيس الفرنسي إيمانويل ماكرون في نوفمبر 2024، بمقتل العربي بن مهيدي تحت التعذيب، وذلك في بيان رسمي بمناسبة الذكرى السبعين لثورة التحرير الجزائرية. هذا الاعتراف جاء بعد أن كانت الرواية الفرنسية تدعي لمدة 67 سنة أنه انتحر في زنزانته، وهو ما ثبت لاحقًا بأنه كان كذبا.

## حياته

### العائلة و النشأة
محمد العربي بن مهيدي من نسل عبد الرحمان بن مسعود بن مهيدي، الذي كان يُعنى بالتجارة في مدينة الخروب، وأمّه هي قاضي عائشة بنت حمو، التي كان والدها يقيم في مدينة باتنة. وقد نشأ في بيت كريم، فكان له من الإخوة أربعة؛ نفيسة الكبرى، وفاطمة الزهراء، وظريفة الصغرى، إضافة إلى شقيقه الوحيد محمد الطّاهر.
وُلِد محمد العربي سنة 1923م (1342هـ)، في دُوّار الكُواهي، الذي يقع بالقرب من مدينة عين مليلة في الشرق الجزائري، والتي كانت تابعة خلال فترة الاستعمار الفرنسي لعمالة قسنطينة آنذاك، في منطقة كانت تُعدّ معقلا لعائلة بن مهيدي، الذين كانوا يشكلون فيها قبيلة هامة تُعرف بالمهايدية. نشأ في كنف بيت ميسور الحال، ذا عراقة كبيرة في التمسك بالتقاليد العربية الإسلامية، فترعرع في بيئة عائلية راسخة في القيم والأخلاق.
كانت أسرة بن مهيدي قد تربّت في حضن الثقافة العربية والإسلامية، وجعلت من الاحترام لأهل العلم دَيْدَنًا لها، فكان لها معلّمًا خاصًا يُعنى بتوجيه أبنائها في مسيرتهم التعليمية، بحيث كانت لهم دراسة مخصصة تواكب احتياجاتهم. وكانت العائلة تعنى بزاوية، وهي مَعلم من معالم العبادة والتعليم، فكان الطلاب يأتون إليها ليتلقوا العلم، ويجدون في كنفها الراحة من المسكن والمأكل والملبس. وفي هذا المناخ من التعليم، نما العربي بن مهيدي، حيث بدأ خطواته الأولى في تحصيل العلم، ليواصل بعدها مسيرته في سلك التعليم النظامي، بعد أن كان والده يولي اهتمامًا بالغًا بتعليمه الدين، ويحرص على تحفيظه للقرآن، وإجادته الكتابة بالعربية، بما يليق بمقام العائلة.

### التعليم و بداياته في الكشافة

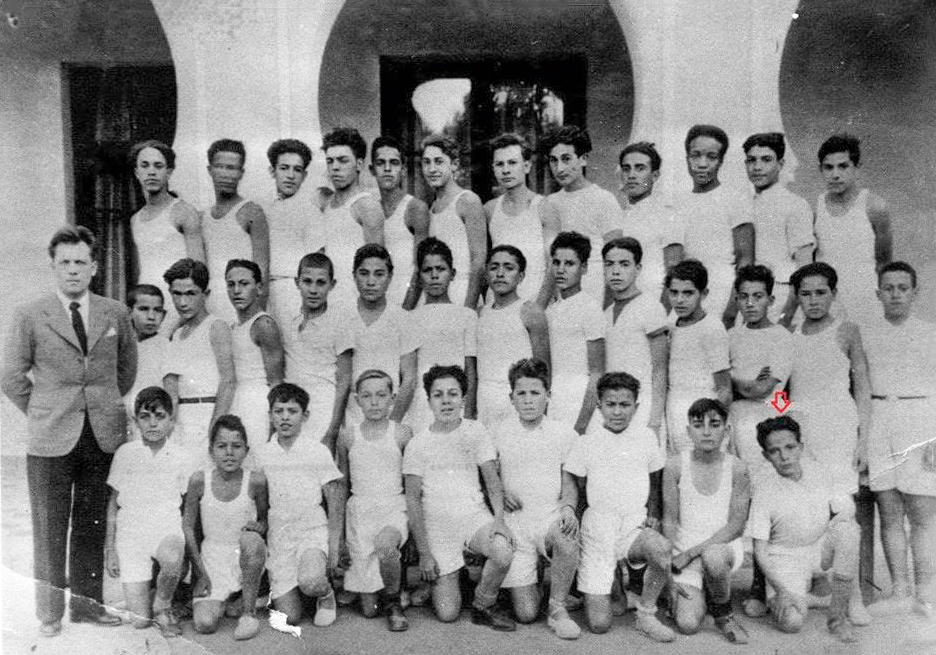
العربي بن مهيدي في الصورة التذكارية للقسم، ابتدائية باتنة، الموسم الدراسي 1936-1937.

انتقل العربي بن مهيدي بعدها إلى مدينة باتنة حيث استقر عند خاله السعيد قاضي، ولم يكن للخال أبناء، فاعتبره بمثابة ابنه، وأحسن إليه بالرعاية، ومكنه من متابعة تعليمه في السلك النظامي، فالتحق بالابتدائية الفرنسية عام 1931م وهو في سن الثامنة. وأقام في كنف خاله يحثه على الجد والاجتهاد حتى أتم دراسته بها، وحصل على الشهادة الابتدائية بدرجة الامتياز عام 1937م. وكان خلال هذه الفترة يزور عائلته نهاية كل أسبوع.
بعد إتمام دراسته الابتدائية، عاد إلى دُوّار الكواهي لكن خلال هذه القترة كانت السلطات الفرنسية تضيق الخناق على والده بسبب مشكلات مع مصلحة الضرائب، مما اضطر الأب لبيع مصنع التبغ الصغير الذي كان يملكه في الخروب والتفكير في الانتقال إلى بسكرة، حرصًا على مستقبل عائلته، فقد كانت المدينة آنذاك تحظى ببعض الإصلاحات وكانت مركزًا للعلم والمعرفة.
انتقلت العائلة إلى بسكرة في عام 1939م، حيث سكنت في حي الجوالة ثم في حي الكهرباء، وأخيرًا في حي البريد عام 1941م. في هذه المدينة، حاول العربي بن مهيدي مواصلة دراسته، فشارك في بعض المسابقات للالتحاق بالثانوية وكذلك في مسابقة للالتحاق بمدرسة المعلمين، إلا أنه لم يوفق في هذه المسابقات بسبب التمييز الاستعماري في تلك الفترة. أكمل دراسته لاحقا في مدرسة لافيجري، المعروفة باسم متوسطة الشهيد يوسف العمودي حاليا.

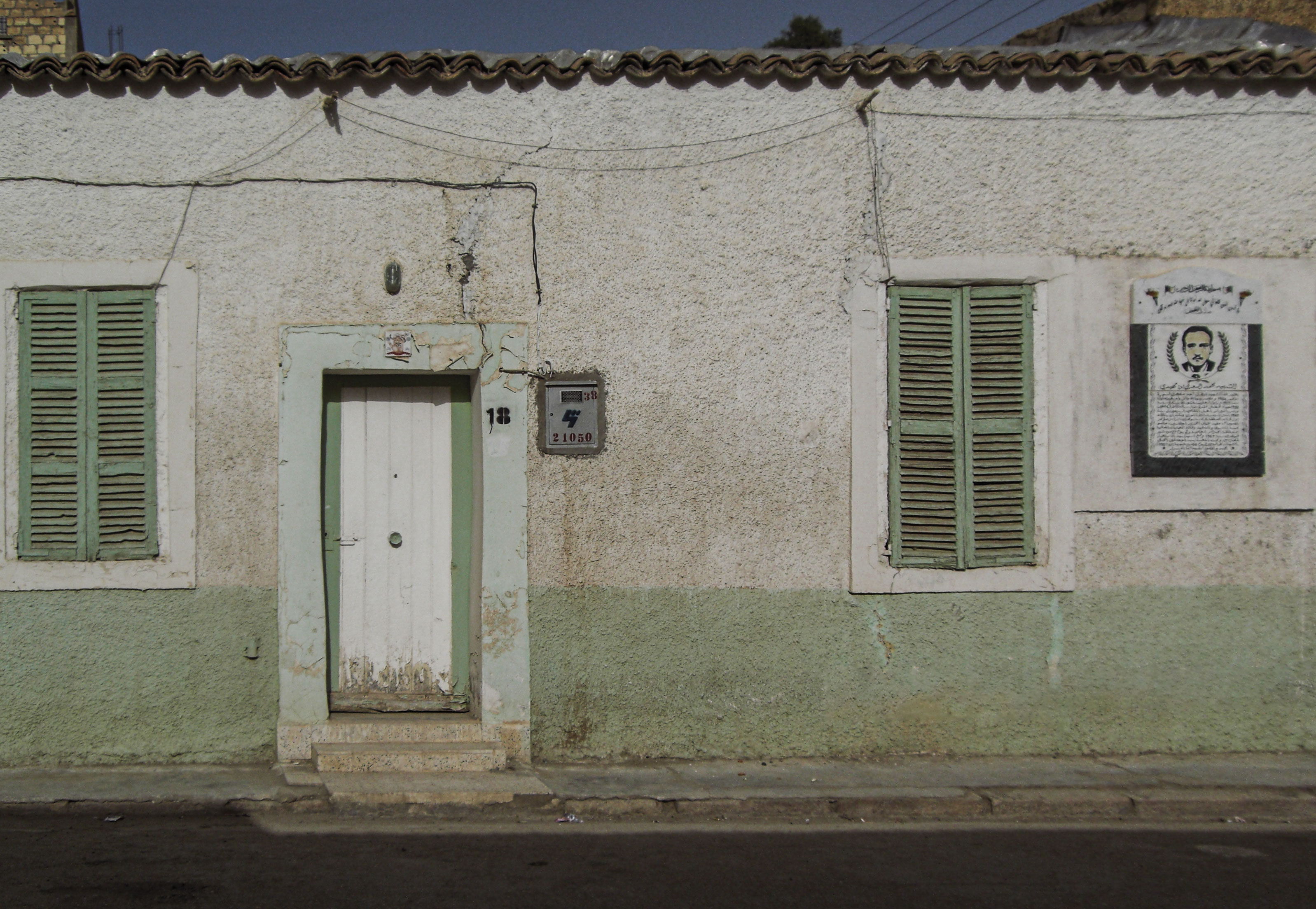
المنزل الذي عاش فيه العربي بن مهيدي في مدينة بسكرة.

انضم العربي بن مهيدي في عام 1941م إلى الكشافة الاسلامية في فوج بسكرة، المعروف بكشافة الرجاء، حيث تأسس هذا الفوج في بداية ذلك العام، وكانت تلك فترة نشاط كبير للكشافة الإسلامية الجزائرية، التي كانت تسعى إلى تعليم الأخلاق واللغة العربية لمقاومة التأثير الثقافي الفرنسي، الذي كانت تمارسه الكشافة الفرنسية بجميع فروعها. بعد فترة صغيرة، تولى قيادة فرع التفيان بسبب انضباطه وعمله المستمر، إذ جذبته مبادئ الكشافة وأهدافها.

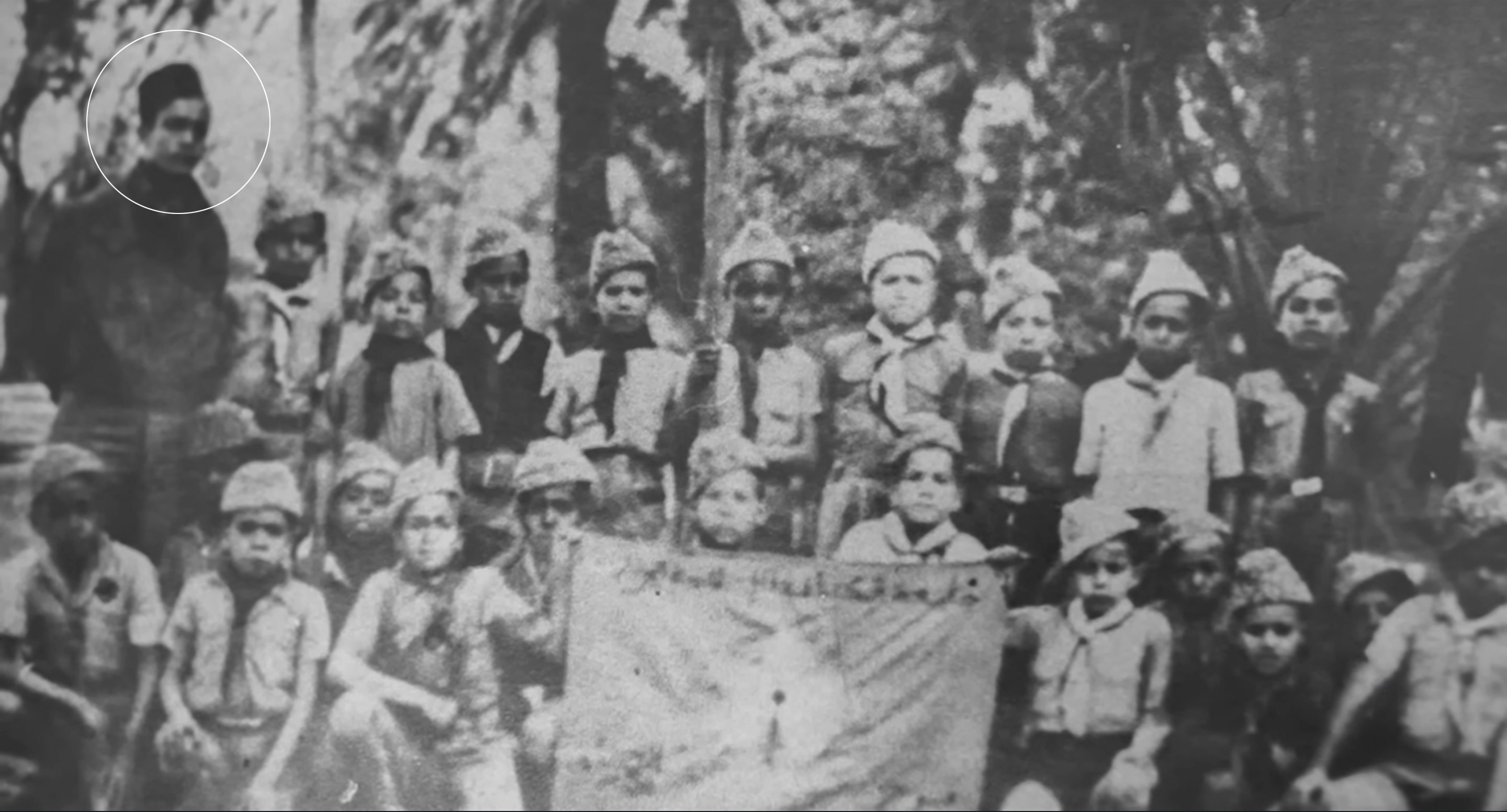
صورة تذكارية مع فوج كشافة الرجاء، الذي كان يقوده العربي بن مهيدي.

برز المسرح كواحد من الأنشطة الثقافية التي حظيت باهتمام الكشافة، وقد تأثر العربي بن مهيدي بهذا الفن نظرًا لشغفه بالإبداع الفني، مما دفعه إلى تأسيس فرقة مسرحية خاصة. ومن أبرز أعماله الفنية، شارك في مسرحية «في سبيل التاج»، وهي رواية عربها الأديب المصري مصطفى لطفي المنفلوطي عام 1920م من الشعر الفرنسي لكاتبها فرانسوا كوبيه، وأخرجها علي مرحوم في بسكرة عام 1944م. كانت المسرحية مقتبسة بطابع جزائري وطرحت أفكاراً ثورية واتجاهات وطنية مناهضة للظلم والاستبداد. عُرضت المسرحية في بسكرة ثم عنابة وقالمة، وقد أثرت في الرأي العام، مما دفع السلطات الفرنسية إلى إصدار قرار بمنع الفرقة من التنقل. أظهر العربي بن مهيدي براعة في أداء دوره، حيث أتقن تقمص الشخصية بشكل لافت، مما أدى إلى حدوث مواجهة مع أحد رجال الشرطة الفرنسيين السريين الذي رفض العربي دخوله حتى يستظهر وثائقه، مما نتج عنها مضايقات مستمرة. وقد وصل الأمر إلى منعه من السفر مع الفرقة إلى مدينة عين مليلة.
من بين اهتمامات العربي بن مهيدي الرياضية، برزت كرة القدم، حيث تأسس فريق الاتحاد الرياضي الإسلامي البسكري في المدينة على يد أحمد الشريف سعدان، مما جذب شباب المنطقة، وكان بن مهيدي من بينهم.

## نشاطه السياسي

### انضمامه إلى حزب الشعب الجزائري

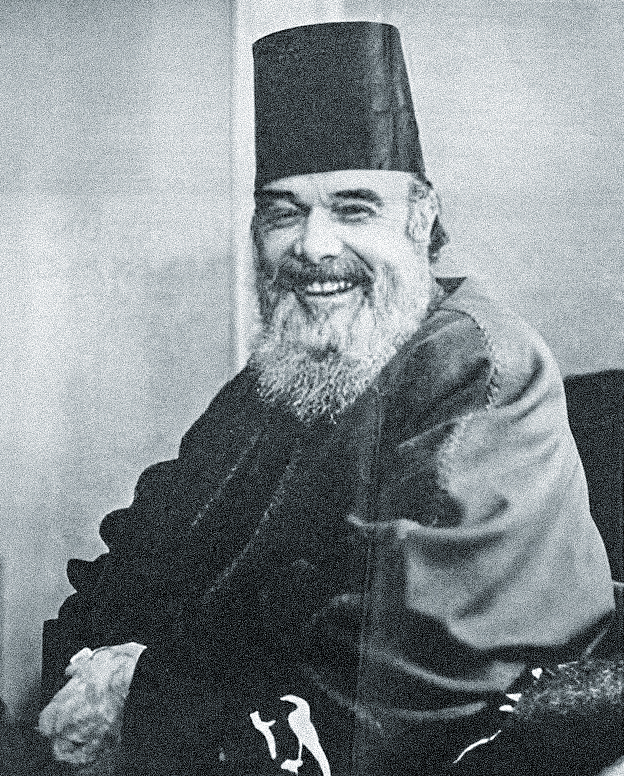
مصالي الحاج، رئيس حزب الشعب الجزائري.

كان انضمام العربي بن مهيدي إلى الكشافة محطة هامة في تشكيل شخصيته، حيث ساهمت في إبراز أفكاره الدينية ووضع اللبنات الأولى لوعيه السياسي. فبعد قرار السلطات الفرنسية بحل حزب الشعب الجزائري عام 1939م، والذي كان يقوده مصالي الحاج، وتعرض مناضليه لملاحقات واعتقالات ممنهجة، اضطر أعضاء الحزب إلى مواصلة نشاطهم السياسي في الخفاء، مع التركيز على تجنيد الشباب ونشر الأفكار الثورية.
في أواخر مارس 1943م، شهدت مدينة بسكرة انعقاد أول اجتماع سري لمناضلي الحزب في منزل بشير قراني، بحضور مجموعة من الأعضاء مثل أحمد غريب، لخضر حيواني، عمارة بن عمار، وفيلالي عبد اللطيف الذي ترأس الاجتماع. خلال هذا اللقاء، شُرحت أهداف الحزب ودوره النضالي، مع الدعوة إلى تنظيم الخلايا السرية وهيكلتها. وهكذا، أتيحت الفرصة لشباب المنطقة المتحمسين للعمل السياسي ومواجهة الاستعمار الفرنسي للمشاركة في هذا الحراك. تبع ذلك سلسلة من المؤتمرات تحت إشراف فيلالي عبد اللطيف، وُضعت خلالها استراتيجيات لتجنيد الأعضاء وتنظيمهم، وإيقاظ الحماس الثوري بين أفراد الطبقة العامة.
كان العربي بن مهيدي واحدًا من هؤلاء الشباب الذين تأثروا بأفكار الحزب، خاصة كونه الحزب الوحيد الذي كان ينادي علنا بالاستقلال والحرية في ذلك الوقت. انضم بن مهيدي إلى الحزب عام 1943م، وسرعان ما غزز مكانه كواحد من أبرز المناضلين، إلى جانب مجموعة من أقرانه مثل عمار محيو، أحمد زيد، بدة غريب، الصالح علوي، وعصامي محمد. فقد تميز بقدرته الخطابية ومهاراته الحوارية، مما مكنه من إلهاب حماس المواطنين، خاصة الشباب، وتعزيز فكرة الوحدة الوطنية كأداة رئيسة لمقاومة الاستعمار الفرنسي. جاء هذا التوجه بشكل خاص بعد الموقف السلبي والقمعي الذي اتخذته السلطات الفرنسية إزاء رفضها لـبيان الشعب الجزائري عام 1943، والذي تضمن عددا من المطالب الجزائرية حررها مجموعة من المناضلين بزعامة فرحات عباس.

### انخراطه في حركة أحباب البيان والحرية
في خضم التحولات السياسية في الجزائر، التفت معظم الهيئات والجمعيات حول حركة أحباب البيان والحرية، التي تأسست عام 1944م بمبادرة فرحات عباس، وذلك بعد حل حزب الشعب الجزائري. سرعان ما أصبحت هذه الحركة تجمعًا واسعًا، يضم مختلف فئات الجزائريين من شتى الانتماءات السياسية والاجتماعية، متخذةً نهجًا جماهيريًا في عملها. ومع مرور الوقت، توسعت رقعتها، لتصل إلى مناطق عدة، وكان فرع بسكرة من بين أوائل الفروع التي تأسست، حيث انضم إليه شخصيات مثل العقبي بلاغة وأحمد الشريف سعدان. ومع ازدياد زخم الحركة، وجدت صدى واسعًا بين الشباب، فكان من بين المنضمين إليها العربي بن مهيدي، الذي برز بسرعة بفضل نشاطه وحيويته، ما أهّله ليشغل منصب الكاتب العام للفرع. تحت إدارته، تعزز التنظيم في المنطقة، وتوسعت النشاطات، حيث أصبح الفرع نقطة التقاء للمناضلين، ومركزًا نشطًا لاستقبال ممثلي المناطق الأخرى، وتنظيم المؤتمرات، وتوزيع المهام، فضلًا عن الإشراف على مقر الحركة.
إلى جانب دوره التنظيمي، كان العربي بن مهيدي نشطًا في نشر الأفكار المناهضة للاستعمار الفرنسي، حيث عمل على توعية مختلف فئات المجتمع الجزائري. وكان يُنقل عنه قوله في عدة مناسبات: «لن أتزوج ما دامت فرنسا تحتل الجزائر، حتى لا يُسجل أطفالي في الحالة المدنية الفرنسية.» وهو موقف يعكس التزامه بقضية الاستقلال، التي جعلها أولوية مطلقة في بداية مسيرته السياسية.

### مشاركته في مظاهرات 8 مايو 1945
في الثامن من مايو 1945م، اليوم الذي احتفلت فيه فرنسا وحلفاءها باحرازها النصر النهائي على دول المحور، خرجت جموع الجزائريين في مظاهرات سلمية حاملة مطالب واضحة للحكومة الفرنسية، تتمثل في الوفاء بالوعود التي قطعتها لهم خلال الحرب العالمية الثانية، خاصة بعد أن قدموا دعماً كبيراً لها من خلال إمدادها بالجنود. وكان من أبرز تلك المطالب الإفراج الفوري عن جميع المعتقلين السياسيين بدون شروط أو قيود، وعلى رأسهم زعيم الحركة الوطنية مصالي الحاج الذي كان منفيا إلى برازافيل، الاعتراف بـالعلم الجزائري، إلى جانب تحسين الأوضاع المعيشية والسياسية للشعب. وقد انتشرت هذه المسيرات السلمية في عدة مدن جزائرية، حيث عبر المتظاهرون عن رغبتهم في الحرية والكرامة ونيل الاستقلال.
شاركت مدينة بسكرة، على غرار المدن الجزائرية الأخرى، في المظاهرات السلمية التي اندلعت، حيث أُحيك العلم الجزائري، كما كُتبت اللافتات والشعارات التي عبّرت عن المطالب المشروعة للشعب الجزائري دون أن تكون معادية لفرنسا. وقد كانت مشاركة المدينة مهمة نظراً لوجود عدد كبير من رجال الحركة الوطنية فيها، أمثال محمد عصامي وغريب أحمد وبركات عبد الرحمان، بالإضافة إلى بعض أعضاء جمعية العلماء المسلمين. انطلقت المسيرات في الساعة الثانية والنصف بعد الزوال، وعندما وصلت الطلائع الأولى إلى محطة القطار، رفع العربي بن مهيدي العلم الجزائري، مما أضفى حماسة كبيرة على الحشود ووحّد صفوف المتظاهرين، تدخلت السلطات الفرنسية بعدها بشكل عنيف لوقف المسيرة، وقامت باعتقال عدد من المناضلين المعروفين من حزب الشعب الجزائري وحركة أحباب البيان والحرية، وكان من بين أوائل المعتقلين محمد عصامي والعربي بن مهيدي.
نقلا المعتقلين إلى مركز الشرطة، للإستنطاق و التحقيق، أين لبث محمد عصامي لمدة 15 يوم ثم أطلق سراحه فيما بقي العربي بن مهيدي قرابة ثلاثة أسابيع، تعرض خلالها للمسائلة عن العلم الجزائري اضافة إلى التعذيب و التنكيل. وقد أثار اعتقاله جدلا كبيرا خصوصا وأنه ذو سلوك مستقيم، مما دفع رفاقه الى التظاهر يوميا للمطالبة بإطلاق سراحه. وبعد 21 يومًا قضاها في المعتقل أُطلق سراح العربي بن مهيدي، لكن لوحظ تغيرٌ في سلوكه، خصوصا بعد أن علم بالمجازر التي وقعت في المدن والطريقة التي تعاملت بها الشرطة الفرنسية مع المتظاهرين. فبعد أن كان معارضًا وناشطًا سياسيًا يؤمن بالعمل السياسي، أصبح صامتًا متحفظًا. ومنذ تلك الفترة، بدأ يميل نحو النضال السري والدعوة إلى الأعمال المسلحة، والتحضير لثورة ضد النظام الاستعماري القائم.

## نشاطه الثوري

### نشاطه قبيل الثورة

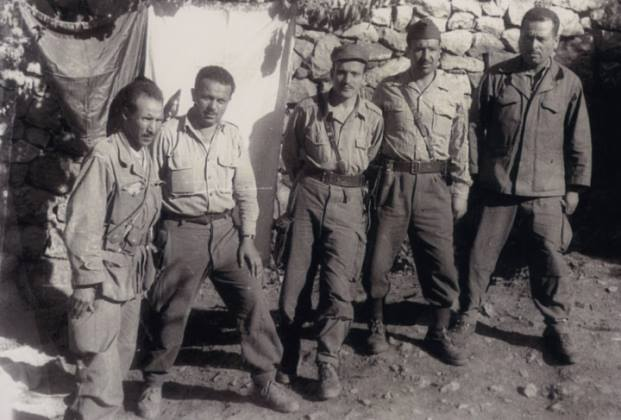
صورة تذكارية في مؤتمر الصومام من اليمين لليسار: أعمر أوعمران، كريم بلقاسم، العربي بن مهيدي، عبان رمضان، زيغود يوسف

لعب بن مهيدي دورا كبيرا في التحضير للثورة المسلحة، وسعى إلى إقناع الجميع بالمشاركة فيها، وقال مقولته الشهيرة ألقوا بالثورة إلى الشارع سيحتضنها الشعب وأيضا أعطونا دباباتكم وطائراتكم وسنعطيكم طواعية حقائبنا وقنابلنا، وأصبح أول قائد للمنطقة الخامسة وهران. كان الشهيد من بين الذين عملوا بجد لانعقاد مؤتمر الصومام التاريخي في 20 أوت 1956 إذ كان هو الكاتب العام للمؤتمر، عّين بعدها عضوا بلجنة التنسيق والتنفيذ للثورة الجزائرية (القيادة العليا للثورة)، قاد معركة الجزائر بداية سنة 1956.

## اعتقاله
تختلف الآراء وتتنوع الروايات حول الأحداث الغامضة التي أدت إلى اعتقال العربي بن مهيدي، وكيفية اكتشاف مكان اختبائه. بقيت الحقيقة محل نقاش بين المؤرخين حتى اليوم، خاصة مع عدم استعداد فرنسا لفتح الأرشيف المتعلق بفترة الاحتلال.
تم الإعلان عن اعتقال العربي بن مهيدي رسميًا في 23 فبراير1957 من قبل فِرْقَة المظليين الفرنسيين بقيادة بيجار، فيما كشف بول أوساريس عام 2001 في مذكراته أن الاعتقال قد حدث في الواقع أسبوعًا قبل الإعلان الرسمي أي بين 15 و 16 فيفري 1957.

## تعذيبه ومقتله

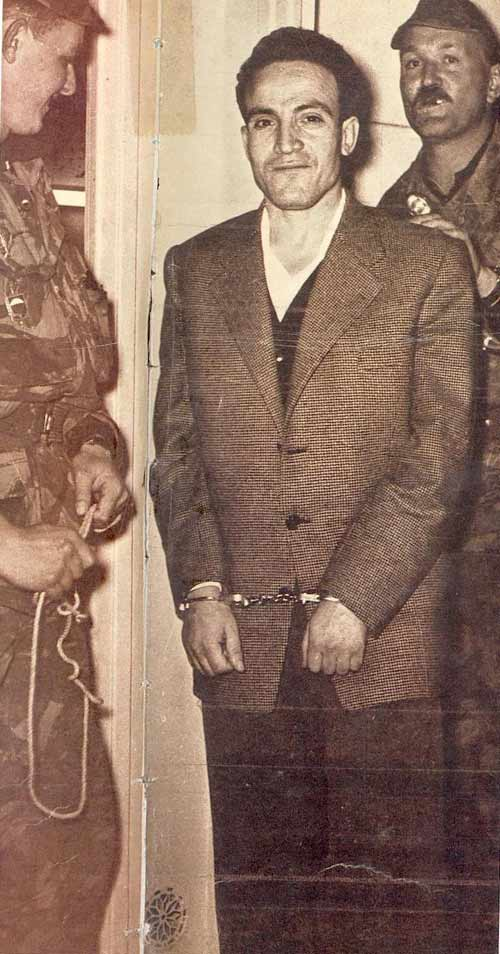
العربي بن مهيدي مبتسمًا لحظة القبض عليه.

### الاستجواب و التفتيش
بعد أن قُبض على العربي بن مهيدي، نُقل إلى مركز قيادة العقيد بيجار مُكبل اليدين، وهناك تعرض لسلسلة من الاستجوابات من قبل ضابط الاستعلامات حول أسباب اندلاع الثورة التحريرية وتنظيم جيش وجبهة التحرير الوطني لكنه رفض الإجابة. تم تفتشيه فيمَا بعد فلم يجدوا شيئا سوى أرضية (وثيقة) مؤتمر الصومام.
قتل تحت التعذيب ليلة الثالث إلى الرابع من مارس 1957. قال فيه الجنرال الفرنسي مارسيل بيجار بعد أن يئس هو وعساكره أن يأخذوا منه اعترافا أو وشاية برفاقه بالرغم من العذاب المسلط عليه لدرجة سلخ جلد وجهه بالكامل وقبل اغتياله رفع بيجار يده تحية لابن مهيدي ثم قال: «لو أن لي ثلة من أمثال العربي بن مهيدي لغزوت العالم». في عام 2001 اعترف الجنرال الفرنسي بول أوسارس لصحيفة لو موند أنه هو من قتل العربي بن مهيدي شنقاً بيده.

## الاعتراف
اعترف الرئيس الفرنسي إيمانويل ماكرون بمقتل العربي بن مهيدي في بيان رسمي نشرته الرئاسة الفرنسية يوم 1 نوفمبر 2024، بمناسبة الذكرى السبعين لاندلاع ثورة التحرير الجزائرية. وكان هذا بناءً على اقتراح من المؤرخ الفرنسي بنيامين ستورا، بعد أن كانت النسخة الرسمية الفرنسية تصر على أنه قد انتحر في زنزانته بعد القبض عليه، على الرغم من اعتراف الجنرال الذي أعدمه في عام 2001. وقد اعترف الرئيس الفرنسي أيضًا في سبتمبر 2018 بمقتل موريس أودان وعلي بومنجل في 2021 تحت تعذيب الجيش الفرنسي.